# Râul Babarunca
Râul Babarunca este un curs de apă, afluent al râului Ramura Mică. 